# 크게 휘두르며의 에피소드 목록
일본의 애니메이션《크게 휘두르며》의 방영 목록이다. 총 25화로 이루어져 있으며, 26화는 미방영 에피소드로, DVD 9권에 실렸다.
| | 제목                               | 일본 방송 일자  |
| --- | ---------------------------------- | --------------- |
| 01 | "ホントのエース" "진정한 에이스"   | 2007년 4월 12일 |
| 미하시 렌이 니시우라 고등학교 야구부에 단지 구경만 하려고 가지만 아베 타카야와 같이 볼을 던지며 배터리로 활동하게 된다. |                                    |                 |
| 02 | "キャッチャーの役割" "포수의 역할" | 2007년 4월 19일 |
| 미호시 학원와의 경기에 대한 준비로서 니시우라 고등학교의 야구부가 여름 합숙을 하기 위해 여행을 떠난다. 감독 모모에는 아베 타카야에게 포수의 역할이 투수를 격려하는 것이라고 말한다. |                                    |                 |
| 03 | "練習試合" "연습 경기"             | 2007년 4월 26일 |
| 시야 능력 측정을 함. 미호시 학원과 연습 경기를 하기 전, 미호시 학원의 하타케 카츠키가 미하시를 협박하며 놀린다. 하지만 아베 타카야가 미하시를 구해주고, 아베 타카야는 미하시가 노력을 엄청 많이 한 걸 알게 된다. 그래서 미하시는 점점 아베 타카야를 신뢰하게 된다. 아베 타카야는 팀원들에게 미하시를 위해 이 경기를 꼭 이겨야 된다고 설명한다. |                                    |                 |
| 04 | "プレイ" "플레이"                  | 2007년 5월 3일  |
| 본격적으로 미호시 학원과의 경기 시작. 2회 중 타지마가 카노우의 포크를 쉽게 친다. 그래서 하나이는 경쟁심을 느끼고 치지만 스트라이크 아웃을 당한다. 이후 모모에는 타지마에겐 몸집이 크지 않다며, 점수를 얻기 위해선 팀의 중요성을 강조한다. 카노우는 오다에게 미하시의 직구의 비밀을 설명하고 치기 어렵다고 말한다. |                                    |                 |
| 05 | "手を抜くな" "제대로 해!"          | 2007년 5월 10일 |
| 카노우와 미호시 학원의 다른 팀원들 사이의 갈등이 계속해서 일어 난다. 카노우는 긴장을 하고 흥분을 해서, 계속 포볼을 한다. 그러는 사이에 니시우라 고등학교는 2점을 획득한다. |                                    |                 |
| 06 | "投手の条件" "투수의 조건"         | 2007년 5월 17일 |
| 미호시 학원은 카노우의 말을 듣고 점점더 진지하게 시합에 대한다. 7회 말, 카노우는 오다에게 미하시의 컨트롤에 대해서 자세하게 말을 한다. 후에, 미즈타니가 공을 받지 못해 7회를 퍼펙트로 끝내지 못한다. 게다가 오다가 미하시의 공을 쳐서, 상황이 더 나빠지게 된다. 또 설상가상으로, 하타케가 미하시의 버릇을 보고 직구로 홈런을 쳐서 점수를 내주게 된다. |                                    |                 |
| 07 | "野球したい" "야구가 하고 싶어"    | 2007년 5월 24일 |
| 다시 좋은 팀워크로 인해 니시우라 고등학교는 점수를 따게 되고, 결국 니시우라 고등학교가 이긴다. 미호시 학원의 멤버들은 자신의 잘못은 인정하고 미하시에게 사과하고 돌아올것을 요구한다. 하지만 미하시는 니시우라 고등학교에 남는다. 미하시는 다시 시합하자며 헤어진다. 그리고 아베 타카야는 미하시에게 신뢰받는 느낌을 받는다. |                                    |                 |
| 08 | "スゴイ投手?" "굉장한 투수?"       | 2007년 5월 31일 |
| 사카에구치와의 대화를 통해 하루나를 알게 된다. 시가 선생님에게 명상하는 방법을 배워 팀원들끼리 명상을 한다. 또한 무사시노 제1 고등학교의 경기를 보러가, 하루나를 보게 된다. |                                    |                 |
| 09 | "過去" "과거"                      | 2007년 6월 7일  |
| 아베가 하루나와의 배터리를 했던 중학교 시절을 떠올리며, 하루나를 '최악의 투수'라고 칭한다. |                                    |                 |
| 10 | "ちゃくちゃくと" "하나씩 하나씩"   | 2007년 6월 14일 |
| 여름 대회때의 연습 게임과 경기를 모두 플레이하려면 적어도 두 명의 포수와 투수가 필요하다며, 하나이와 오키를 투수로 정하고, 타지마를 포수로 정한다. 하지만 미하시는 에이스의 자리를 빼앗긴다고 생각하여, 타지마는 그에게 1번을 주고 항상 팀의 에이스라고 하였다. 또한, 주장은 하나이로 뽑히고, 부주장은 아베와 사카에구치로 뽑혔다. 또한 낙제점을 면제하기 위해 미하시의 집에서 공부를 한다. 하지만 그날은 미하시의 생일이었고, 그의 집에서 생일 파티를 한다. 미하시 뿐만 아니라, 지나간 생일인 스야마, 하나이 또한 축하를 받게 된다. 식사 후, 아베는 미하시의 진정한 컨트롤을 팀원들에게 보여주고, 9분할 되어 있는 스트라이크 존을 보여준다. |                                    |                 |
| 11 | "夏がはじまる" "여름 시작이다!"    | 2007년 6월 21일 |
| 전국 고교 야구 선수권 대회가 시작되고, 주장인 하나이가 상대 팀을 뽑는데, 작년 우승 팀인 '토우세이 고등학교'를 뽑게 된다. 또한, 아침 일찍부터 시합을 준비하게 된다. 그리고 응원단인 하마다를 만나게 된다. |                                    |                 |
| 12 | "応援団" "응원단"                  | 2007년 6월 28일 |
| 하마다가 연습을 참가하고, 명상을 같이 한다. 또한 전국 고교 야구 선수권 대회를 위해 연습을 많이 하게 된다. |                                    |                 |
| 13 | "夏大開始" "하계 대회의 시작"      | 2007년 7월 5일  |
| 매니저인 시노오카가 토우세이 고등학교의 자료를 밤을 새가며 분석한것을 보여준다. 또한 전국 고교 야구 선수권 대회의 개회식이 시작되고, 팀원들의 엄마들은 보러 간다. |                                    |                 |
| 14 | "挑め!" "도전"                     | 2007년 7월 12일 |
| 토우세이 고등학교와의 경기가 시작됐다. 타지마가 공을 치려고 하지만 결국 못 치게 된다. |                                    |                 |
| 15 | "先取点" "선취점"                  | 2007년 7월 19일 |
| 토우세이 고등학교의 선수들은 미하시의 공을 치지 못한다. 타지마가 토우세이 고등학교의 투수인 타카세의 자세를 파악한다. 미하시가 나가는 바람에 하나이가 들어가 선취점을 얻게 된다. |                                    |                 |
| 16 | "あなどるな" "얕보지 마"           | 2007년 7월 26일 |
| 토우세이 고등학교의 선수들은 여전히 미하시의 공을 파악하지 못하며 니시우라 고등학교의 선수들은 잘 하고 있다. 그 사이에 미하시의 사촌인 루리가 응원하러 왔다. |                                    |                 |
| 17 | "サードランナー" "3루 주자"        | 2007년 8월 2일  |
| 토우세이 고등학교는 선수들은 1루, 3루에 있어서 니시우라는 불리해 지게 된다. |                                    |                 |
| 18 | "追加点" "추가점"                  | 2007년 8월 9일  |
| 토우세이 고등학교의 스퀴즈로 인해 점수를 잃을 위기해 처하지만, 공은 앞으로 가서 다행이었다. 하지만 비로인해 앞으로 가지 않았고, 결국 미하시가 잡아 던져서, 공격을 막게 된다. 미하시가 처음으로 1루로 가게 되고 결국은 3루까지 가게 된다. 타카세가 공을 던질 때 미하시는 뛰지만 볼이 될 뻔하지만 사카에구치가 쳐서 1점을 얻게 된다. |                                    |                 |
| 19 | "桐青の実力" "토세이의 실력"       | 2007년 8월 16일 |
| 미하시는 코피를 흘리고 현기증이 나지만, 금방 정신을 차리고 게임에 임하게 된다. 하지만 번트 등으로 인해 1점을 내주게 된다. |                                    |                 |
| 20 | "逆転" "역전"                      | 2007년 8월 23일 |
| 미하시는 비로 인해 와일드 피치를 하며 점수를 내주게 되어, 역전을 당하게 된다. 그 후, 미하시가 화장실로 들어가고, 루리가 와서 카노우는 시합에서 이겼다고 소식을 전해줘서, 미하시는 정신을 차리게 된다. |                                    |                 |
| 21 | "もう一点" "한 점 더!"             | 2007년 8월 30일 |
| 타지마는 여전히 코치 박스에서 선수들에게 도움을 준다. 후에, 미즈타니가 공을 쳐서 니시우라 고등학교는 점수를 얻게 된다. |                                    |                 |
| 22 | "防げ!" "막아야 해!"               | 2007년 9월 6일  |
| 토우세이 고등학교는 도박을 해서, 점수를 얻는다. 그 후에, 미하시는 공을 늦게 던져 아베에게 혼나지만, 아베가 안 다친다는 말을 해 미하시는 안심을 하게 된다. |                                    |                 |
| 23 | "ゲンミツに" "엄밀하게!"           | 2007년 9월 13일 |
| 우승을 하고 싶어 니시우라 고등학교는 필사적으로 한다. 계속 못치던 타지마가 결국 치게 되고 역전을 하게 된다. |                                    |                 |
| 24 | "決着" "결말"                      | 2007년 9월 20일 |
| 니시우라 고등학교 결국 우승을 하게 된다. 토세이의 선수들은 니시우라 고등학교의 선수들을 응원하며 가버린다. |                                    |                 |
| 25 | "ひとつ勝って" "첫 승을 하고"      | 2007년 9월 27일 |
| 미하시는 학교를 빠지고 집에서 쉰다. 그 후, 아베, 이즈미, 하나이, 타지마는 미하시의 집으로 가고, 밥을 같이 먹으며, 같이 이야기를 한다. |                                    |                 |
| 26 | "基本のキホン!" 기본 중의 기본"    | 미방영          |
| 크게 휘두르며 § 기본의 기본! 문서를 참고하십시오. |                                    |                 |

## 같이 보기
- 크게 휘두르며의 등장인물 목록